# Dany Cintra
Dany Cintra, de son vrai nom Danielle Cintract-Brin, est une actrice française née le 25 mars 1940 à Joigny et morte le 3 juin 2014 à Auxerre.

## Biographie
Dany Cintract a effectué sa brève carrière de comédienne au cours de son adolescence. Elle fut aussi danseuse classique et a travaillé aux côtés de Luis Mariano sur la scène du Chatelet. Elle épouse Rachid Bousbia en septembre 1962 après une rencontre lors d'une tournée commune dans le Sahara. Lui-même était acteur et metteur en scène à ses heures.

## Filmographie
- 1954 : Mam'zelle Nitouche d'Yves Allégret : Annie
- 1956 : Le Secret de sœur Angèle de Léo Joannon
- 1956 : Cette sacrée gamine de Michel Boisrond
- 1956 : Le Couturier de ces dames de Jean Boyer
- 1956 : Pardonnez nos offenses de Robert Hossein
- 1956 : Mannequins de Paris d'André Hunebelle
- 1956 : La Terreur des dames de Jean Boyer
- 1957 : Ah ! Quelle équipe de Roland Quignon
- 1957 : Les Collégiennes d'André Hunebelle
- 1957 : Donnez-moi ma chance, de Léonide Moguy : Claudie
- 1957 : Bonjour Toubib de Louis Cuny : Ginette